# Деловая игра
Деловая игра — метод имитации принятия решений руководящих работников или специалистов в различных производственных ситуациях, осуществляемый по заданным правилам группой людей или человеком с ПК в диалоговом режиме, при наличии конфликтных ситуаций или информационной неопределённости.

## История возникновения
Первая деловая игра была разработана и проведена в СССР в 1932 году М. М. Бирштейн в Ленинградском Инженерно-Экономическом Институте (ныне известном как ИНЖЭКОН). В 1938 году деловые игры в СССР постигла участь ряда научных направлений, они были запрещены. Их второе рождение произошло только в 60-х гг., после того как появились первые деловые игры в США (1956 г., Ч. Абт, К. Гринблат, Ф. Грей, Г. Грэм, Г. Дюпюи, Р. Дьюк, Р. Прюдом и другие).
Деловые игры зародились как инструмент поиска управленческих решений в условиях неопределённости и многофакторности. В настоящее время они используются в учебном процессе вузов, как педагогическая технология, или один из методов активного обучения, при проведении социально-психологических тренингов и на производстве для решения производственных, социальных и психологических задач. Во всех случаях присутствует «двуплановость деловой игры» и решаются не только игровые или профессиональные задачи, но одновременно происходит обучение и воспитание участников. Развитие компьютерных технологий привело к созданию целого ряда компьютерных аналогов типичных деловых игр и нового класса сложных компьютерных экономических игр (Capitalizm), но и к созданию больших многопользовательских бизнес-симуляций (Virtonomica), онлайн-платформ представляющих собой среду для генерации и проведения нового поколения деловых игр онлайн и дистанционных тренингов.

## Психолого-педагогические принципы организации деловой игры
- принцип имитационного моделирования конкретных условий и динамики производства. Моделирование реальных условий профессиональной деятельности специалиста во всем многообразии служебных, социальных и личностных связей является основой методов интерактивного обучения;
- принцип игрового моделирования содержания и форм профессиональной деятельности. Реализация этого принципа является необходимым условием учебной игры, поскольку несёт в себе обучающие функции;
- принцип совместной деятельности. В деловой игре этот принцип требует реализации посредством вовлечения в познавательную деятельность нескольких участников. Он требует от разработчика выбора и характеристики ролей, определения их полномочий, интересов и средств деятельности. При этом выявляются и моделируются наиболее характерные виды профессионального взаимодействия «должностных» лиц;
- принцип диалогического общения. В этом принципе заложено необходимое условие достижения учебных целей. Только диалог, дискуссия с максимальным участием всех играющих способна породить поистине творческую работу. Всестороннее коллективное обсуждение учебного материала обучающимися позволяет добиться комплексного представления ими профессионально значимых процессов и деятельности.
- принцип двуплановости; Принцип двуплановости отражает процесс развития реальных личностных характеристик специалиста в «мнимых», игровых условиях. Разработчик ставит перед обучающимся двоякого рода цели, отражающие реальный и игровой контексты в учебной деятельности.
- принцип проблемности содержания имитационной модели и процесса её развёртывания в игровой деятельности. (Вербицкий А. А., 1991)

## Цели использования
- формирование познавательных и профессиональных мотивов и интересов;
- воспитание системного мышления специалиста, включающее целостное понимание не только природы и общества, но и себя, своего места в мире;
- передача целостного представления о профессиональной деятельности и её крупных фрагментах с учётом эмоционально-личностного восприятия;
- обучение коллективной мыслительной и практической работе, формирование умений и навыков социального взаимодействия и общения, навыков индивидуального и совместного принятия решений;
- воспитание ответственного отношения к делу, уважения к социальным ценностям и установкам коллектива и общества в целом;
- обучение методам моделирования, в том числе математического, инженерного и социального проектирования.

## Признаки деловой игры
Характерные признаки деловой игры можно представить следующим перечнем:
1. Моделирование процесса труда (деятельности) руководящих работников и специалистов предприятий и организаций по выработке управленческих решений.
2. Реализация процесса «цепочки решений». Поскольку в деловой игре моделируемая система рассматривается как динамическая, это приводит к тому, что игра не ограничивается решением одной задачи, а требует «цепочки решений». Решение, принимаемое участниками игры на первом этапе, воздействует на модель и изменяет её исходное состояние. Изменение состояния поступает в игровой комплекс, и на основе полученной информации участники игры вырабатывают решение на втором этапе игры и т. д.
3. Распределение ролей между участниками игры.
4. Различие ролевых целей при выработке решений, которые способствуют возникновению противоречий между участниками, конфликта интересов.
5. Наличие управляемого эмоционального напряжения.
6. Взаимодействие участников, исполняющих те или иные роли.
7. Наличие общей игровой цели у всего игрового коллектива.
8. Коллективная выработка решений участниками игры.
9. Многоальтернативность решений.
10. Наличие системы индивидуального или группового оценивания деятельности участников игры.

## Структура деловой игры
В соответствии с представлением об общей структуре методов активного обучения, ключевым, центральным элементом является имитационная модель объекта, поскольку только она позволяет реализовать цепочку решений. В качестве модели может выступать организация, профессиональная деятельность, совокупность законов или физических явлений и тому подобное. В сочетании со средой (внешним окружением имитационной модели), имитационная модель формирует проблемное содержание игры.
Действующими лицами в ДИ являются участники, организуемые в команды, и выполняющие индивидуальные или командные роли. При этом и модель, и действующие лица находятся в игровой среде, представляющей профессиональный, социальный или общественный контекст имитируемой в игре деятельности специалистов. Сама игровая деятельность предстает в виде вариативного воздействия на имитационную модель, зависящего от её состояния и осуществляемого в процессе взаимодействия участников, регламентируемого правилами.
Систему воздействия участников на имитационную модель в процессе их взаимодействия можно рассматривать как модель управления. Вся игровая деятельность происходит на фоне и в соответствии с дидактической моделью игры, включающей такие элементы, как игровую модель деятельности, систему оценивания, действия игротехника и все то, что служит обеспечением достижения учебных целей игры.

## Деловые игры и стратагемы в тренинге
То, что ныне названо «играми», ещё за несколько столетий до начала нашей эры было разработано и внедрено в повседневную жизнь в системе ценностей стратагемного мышления людей и имплицировано в пласты культуры многих цивилизации «Рассмотрим две модели обучения, различные по своему основному принципу: классическую дедуктивно-номологическую и индуктивную модели. Дедуктивно-номологическая модель обучения реализуется посредством следующего сценария: в начале рассматривается общая тема, затем осуществляется переход к конкретным примерам. Индуктивная модель крайне распространена в стратагемной форме обучения и реализуется посредством другого сценария: в начале рассматривается пример, в дальнейшем из него формируется общая тема. Например, притчи. Исходя из конкретной притчи, можно получить более общий, целостный смысл. В связи с этим они получили широкое распространение в обучении, так, например, ещё Будда говорил притчами. Однако притча не содержит в себе стратегии, что ориентирует мысль в большей степени не к конкретной практике, а к общему жизненному смыслу. Стратагема же в отличие от неё, способна направлять движение мысли в конкретное заданное русло целостного смысла, а также создавать элемент общего видения центрального ядра ситуации и путей её эффективного решения»